# ヴリード・エン・ホープ
ヴリード・エン・ホープ（英語: Vreed en Hoop, Vreed-en-Hoop）は、ガイアナのエセキボ諸島＝西デメララ州の州都。デメララ川河口の西岸に位置し、海抜は0メートル。首都ジョージタウンの対岸にある。
名前はオランダ語で「平和と希望」という意味。ニューロード、プランテン・ウォーク、クレーン、コグラン・ダムといった小さなコミュニティも含まれる。人口は469人（2012年国勢調査）。

## 歴史
1798年には既に存在した同名のプランテーションを前身とする。イギリス領となった後の1828年にジョン・グラッドストン卿が永久不在農園主となった。奴隷解放時、プランテーションには415人の奴隷がいた。
1838年、グラッドストンは元奴隷の大部分を追放し、年季奉公のインド人に置き換えた最初のプランテーション主となった。だが1839年に奉公人の虐待が新聞で報じられ、グラッドストンは密かに所有権を譲渡した。
1980年、行政区画の再編によりエセキボ諸島＝西デメララ州の州都に選ばれた。

## 気候
ケッペンの気候区分では熱帯雨林気候に分類されている。
| ヴリード・エン・ホープの気候 | ヴリード・エン・ホープの気候 | ヴリード・エン・ホープの気候 | ヴリード・エン・ホープの気候 | ヴリード・エン・ホープの気候 | ヴリード・エン・ホープの気候 | ヴリード・エン・ホープの気候 | ヴリード・エン・ホープの気候 | ヴリード・エン・ホープの気候 | ヴリード・エン・ホープの気候 | ヴリード・エン・ホープの気候 | ヴリード・エン・ホープの気候 | ヴリード・エン・ホープの気候 | ヴリード・エン・ホープの気候 |
| 月                           | 1月                          | 2月                          | 3月                          | 4月                          | 5月                          | 6月                          | 7月                          | 8月                          | 9月                          | 10月                         | 11月                         | 12月                         | 年                           |
| ---------------------------- | ---------------------------- | ---------------------------- | ---------------------------- | ---------------------------- | ---------------------------- | ---------------------------- | ---------------------------- | ---------------------------- | ---------------------------- | ---------------------------- | ---------------------------- | ---------------------------- | ---------------------------- |
| 平均最高気温 °C （°F）       | 28.8 (83.8)                  | 29.1 (84.4)                  | 29.4 (84.9)                  | 29.8 (85.6)                  | 29.5 (85.1)                  | 29.2 (84.6)                  | 29.5 (85.1)                  | 30.3 (86.5)                  | 31.1 (88)                    | 30.9 (87.6)                  | 30.3 (86.5)                  | 29.5 (85.1)                  | 29.78 (85.6)                 |
| 日平均気温 °C （°F）         | 26.1 (79)                    | 26.4 (79.5)                  | 26.7 (80.1)                  | 27.0 (80.6)                  | 26.7 (80.1)                  | 26.3 (79.3)                  | 26.4 (79.5)                  | 27.0 (80.6)                  | 27.7 (81.9)                  | 27.5 (81.5)                  | 27.1 (80.8)                  | 26.6 (79.9)                  | 26.79 (80.23)                |
| 平均最低気温 °C （°F）       | 23.5 (74.3)                  | 23.8 (74.8)                  | 24.0 (75.2)                  | 24.3 (75.7)                  | 24.0 (75.2)                  | 23.5 (74.3)                  | 23.4 (74.1)                  | 23.7 (74.7)                  | 24.3 (75.7)                  | 24.1 (75.4)                  | 23.9 (75)                    | 23.8 (74.8)                  | 23.86 (74.93)                |
| 雨量 mm （inch）             | 235 (9.25)                   | 125 (4.92)                   | 133 (5.24)                   | 163 (6.42)                   | 302 (11.89)                  | 336 (13.23)                  | 272 (10.71)                  | 192 (7.56)                   | 86 (3.39)                    | 92 (3.62)                    | 168 (6.61)                   | 285 (11.22)                  | 2,389 (94.06)                |
| 出典：Climate-Data.org       |                              |                              |                              |                              |                              |                              |                              |                              |                              |                              |                              |                              |                              |

## 交通
1900年、 デメララ・エセキボ線がヴリード・エン・ホープとグリニッジ・パーク間で開通した。1914年にパリカまで延伸された後、1974年まで運行された。
デメララ川西岸地域とはミニバスが運行されている。
旅客船（スピードボート）がヴリード・エン・ホープ＝ジョージタウン間で運行されている。乗船時間は5分ほどで、デメララ・ハーバー・ブリッジで渡るよりも早く着く。安全のため乗客は救命胴衣を着用する。

## スラム「プラスチックシティ」
村から400mほどの場所にプラスチックシティ（Plastic City）と呼ばれる掘っ立て小屋のスラムがある。1990年代初頭より形成され、以来拡大を続けてきた。水や電気は通っておらず、満潮になると一帯が浸水し住民に健康被害を引き起こしている。
2014年の選挙戦では政府関係者や野党指導者が訪問し住民の再定住を約束したが、果たされることはなかった。2020年に大統領に就任したデービッド・A・グレンジャーはプラスチックシティの解消を公約に掲げたが、2023年時点で再定住計画は全く進んでおらず、プラスチックシティは依然として拡大を続けている。

## 出身人物
- モハメド・シャハブディーン（英語版） - 同国副大統領、国際司法裁判所の判事を歴任[13]。